# 超德

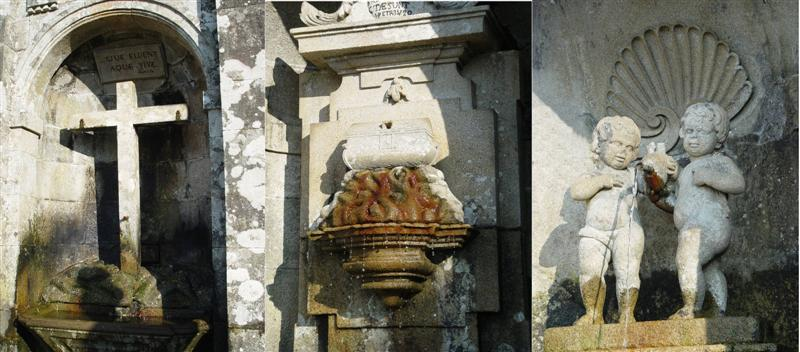

超德（英語：supernatural virtues），又称神学美德（英語：theological virtues）、三超德、三德，是《新約聖經》中《哥林多前書》第13章第13节記載的三項美德，在基督教神学中被认为是三种「超性」（超越本性或超自然）、由神的恩典帶來救贖的美德。也被认为是耶穌基督的基本教導。

## 具体内容
三項分別於下列條目中說明：
- 信（πίστις，pistis）
- 望（英语：Hope (virtue)）（ἐλπίς，elpis）
- 愛（英语：Charity (Christian virtue)）（ἀγάπη，agape）